# The Herschel Walker Trade
Herschel Walker Trade, più semplicemente The Trade, nota anche come The Great Train Robbery, è il nome con cui passò alla storia quello che fu considerato per molto tempo il più grande scambio di giocatori di sempre della National Football League (NFL). L'affare fu perfezionato il 12 ottobre 1989 tra i dirigenti dei Dallas Cowboys e quelli dei Minnesota Vikings e coinvolse ben 18 giocatori (tra cui il running back Herschel Walker a cui deve il nome) tra quelli già sotto contratto nelle due squadre e quelli successivamente selezionati dalle medesime nell'arco di quattro edizioni del Draft NFL degli anni successivi.

## Premesse

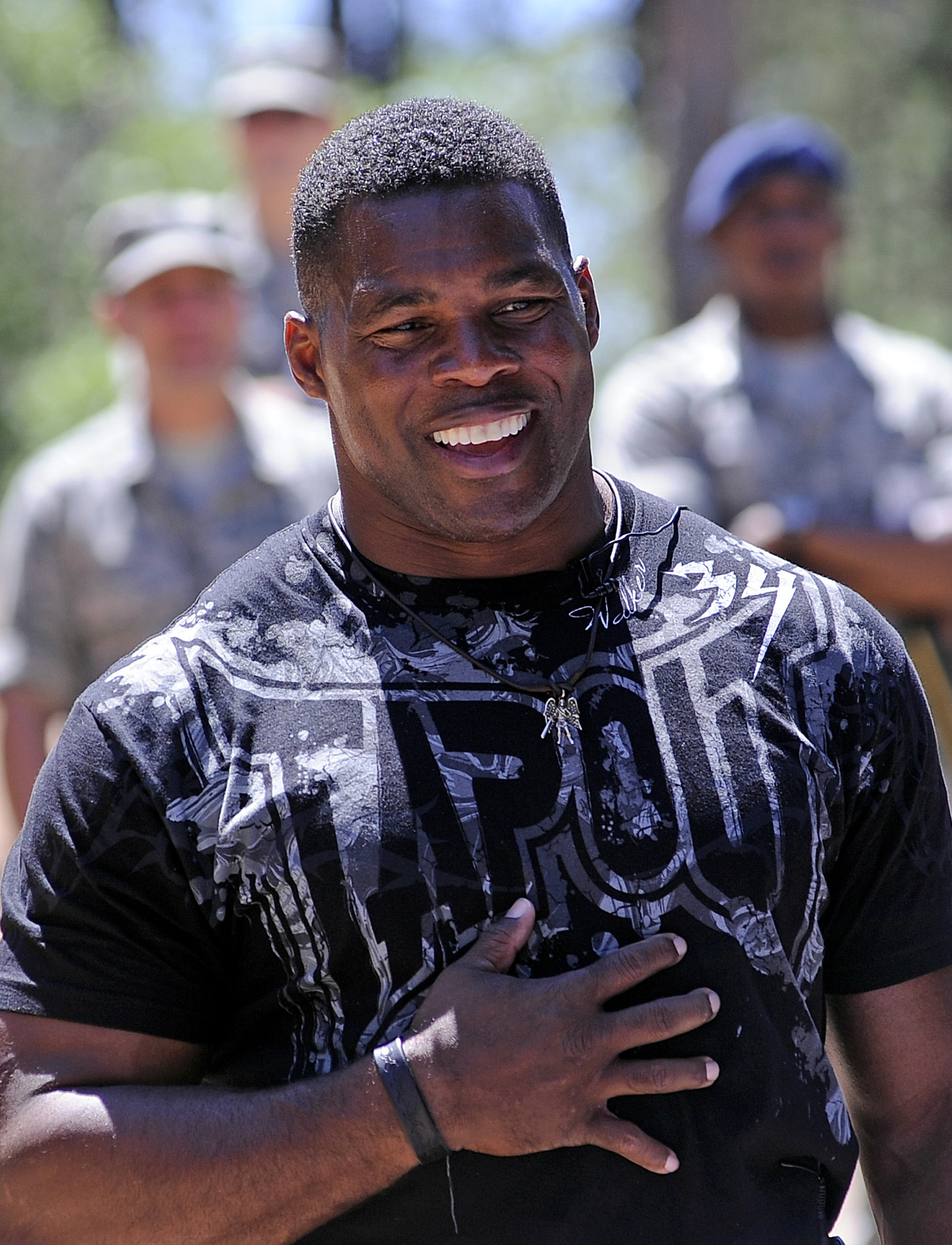
il RB Herschel Walker, il discusso protagonista dello scambio.

All'inizio della stagione NFL 1989 i Dallas Cowboys avevano un desolante record parziale di 0-5, in cui gli uomini di Jimmy Johnson misero a segno appena 54 punti subendone 146. Johnson era convinto che un vasto scambio di giocatori fosse l'unica operazione in grado di invertire le sorti della squadra e così in un primo momento prese in considerazione l'idea di scambiare il wide receiver Michael Irvin con i Los Angeles Raiders ma subito tornò sui suoi passi. A quel punto non gli rimaneva che puntare tutto su un'operazione che vedeva Herschel Walker come principale pedina di scambio.
Quattro furono i team che mostrarono interesse verso il giocatore: i New York Giants, gli Atlanta Falcons, i Cleveland Browns ed i Minnesota Vikings. I Giants, nonostante il loro interesse, furono esclusi a priori in quanto si trovavano nella medesima divisione dei Cowboys (la NFC East) nella quale erano già molto competitivi, quindi dare loro Walker avrebbe significato rafforzarli ulteriormente negando di fatto il senso dell'operazione, i Falcons rinunciarono poiché nutrivano forti dubbi sulla possibilità di poterlo trattenere una volta scaduti i termini del contratto. L'offerta più allettante venne allora dai Browns, come racconterà Johnson: "[I Browns] ci offrirono un giocatore, un paio di future scelte al primo giro del Draft e tre scelte al secondo giro". I Cowboys avevano dinanzi un'offerta favorevole ma nel contempo si resero conto che l'inserimento di una seconda franchigia nella trattativa avrebbe scatenato una vera e propria asta a loro vantaggio, in particolare per ottenere più scelte al Draft. I Cowboys allora contattarono il general manager dei Vikings Mike Lynn, cui Johnson disse che avrebbe scambiato Walker con i Browns nel pomeriggio e che se avesse voluto Walker gli sarebbe costato "giocatori, scelte al Draft, scelte condizionate e clausole", dandogli come termine ultimo per la contrattazione le 18:30. Lynn, convinto da parte sua che Walker fosse il campione in grado di far compiere il salto di qualità a Minnesota nella corsa al Super Bowl, inviò un fax ai Cowboys in cui diceva di essere interessato al giocatore, cui venne versata una somma pari a 1,25 milioni di dollari come "bonus d'uscita" per spingerlo ad accettare il trasferimento.

## I giocatori coinvolti nell'operazione[1]
I Minnesota Vikings ottennero
- RB Herschel Walker
- La scelta di Dallas al 3º giro del Draft NFL 1990 - (54) (Mike Jones)
- La scelta di San Diego al 5º giro del Draft NFL 1990 - (116) (Reggie Thornton)
- La scelta di Dallas al 10º giro del Draft NFL 1990 - (249) (Pat Newman)
- La scelta di Dallas al 3º giro del Draft NFL 1991 - (68) (Jake Reed)

I Dallas Cowboys ottennero
- LB Jesse Solomon
- LB David Howard
- CB Issiac Holt
- RB Darrin Nelson (scambiato con San Diego dopo il suo rifiuto di trasferirsi a Dallas)
- DE Alex Stewart
- La scelta di Minnesota al 1º giro del Draft NFL 1990 - (21) (scambiata assieme alla numero (81) con la numero (17) di Pittsburgh per selezionare Emmitt Smith)
- La scelta di Minnesota al 2º giro del Draft NFL 1990 - (47) (Alexander Wright)
- La scelta di Minnesota al 6º giro del Draft NFL 1990 - (158) (scambiata con New Orleans che selezionò James Williams)
- La scelta di Minnesota al 1º giro del Draft NFL 1991 (condizionata) - (12) (Alvin Harper)
- La scelta di Minnesota al 2º giro del Draft NFL 1991 (condizionata) - (38) (Dixon Edwards)
- La scelta di Minnesota al 2º giro del Draft NFL 1992 (condizionata) - (37) (Darren Woodson)
- La scelta di Minnesota al 2º giro del Draft NFL 1992 (condizionata) - (71) (scambiata con New England che selezionò Kevin Turner)
- La scelta di Minnesota al 1º giro del Draft NFL 1993 (condizionata) - (13) (scambiata con Philadelphia e quindi con Houston che selezionò Brad Hopkins)

## Conseguenze

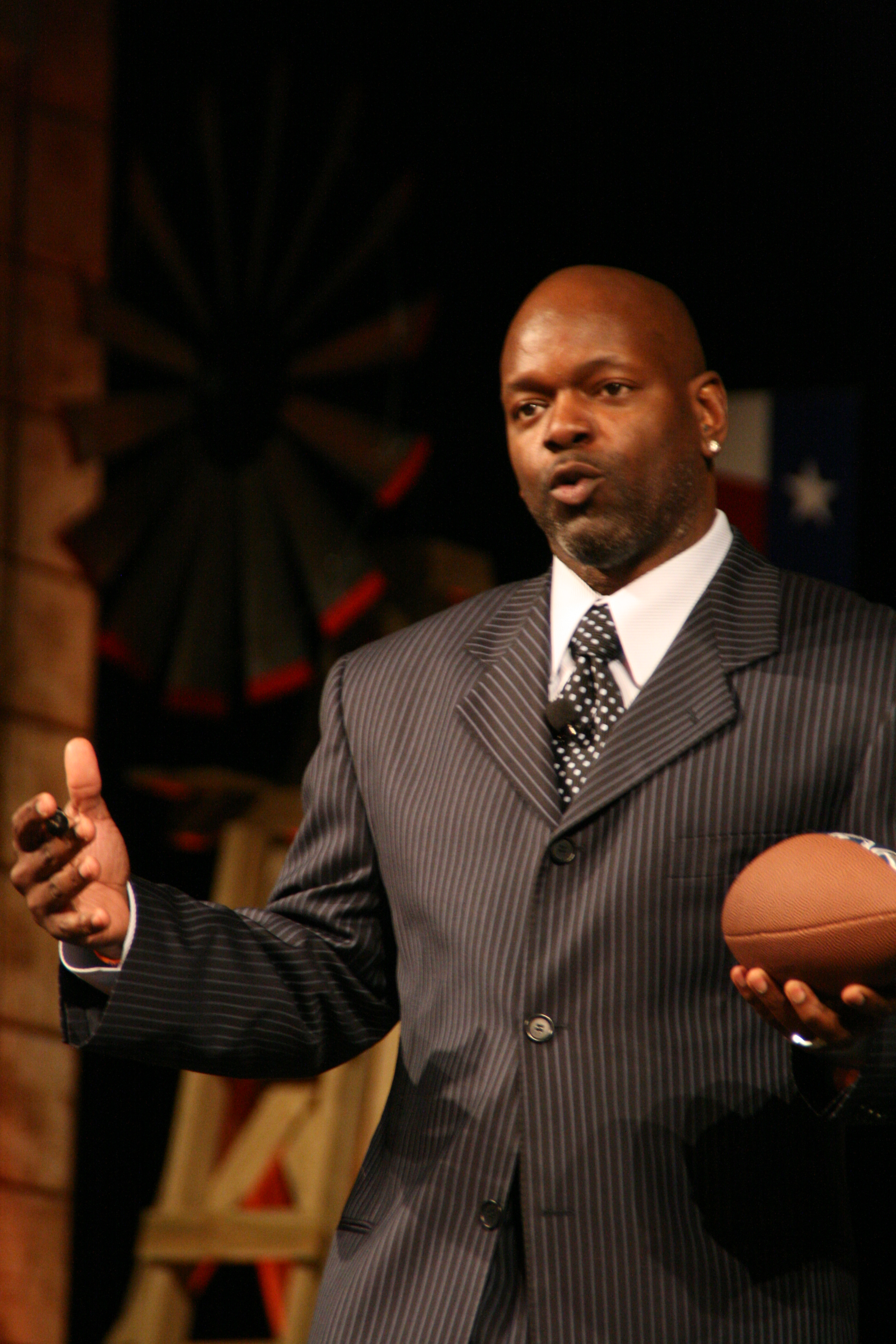
Il RB Emmitt Smith, assieme al DB Darren Woodson tra i migliori affari dell'operazione.

Unica squadra ad avere un beneficio dall'operazione furono i Cowboys che, proprio come negli intenti di coach Johnson, riuscirono a voltar pagina grazie all'apporto di fuoriclasse come Emmitt Smith e Darren Woodson selezionati con le scelte al Draft ottenute da Minnesota. Per i Cowboys infatti, come dirà il loro stesso presidente Jerry Jones, l'operazione "fu la singola decisione più importante per vincere i tre successivi Super Bowl". I Cowboys usarono inoltre le scelte ottenute da Minnesota in scambi con altre squadre, arrivando anche ad ottenere la prima scelta assoluta del Draft NFL 1991 con la quale selezionarono il defensive tackle Russell Maryland. Al contrario i Vikings, che pensavano di aver fatto un salto di qualità con Walker, riuscirono soltanto a centrare una sola apparizione ai playoff con l'ex Cowboys in squadra (dove peraltro furono sconfitti con un pesante 13-41 dai San Francisco 49ers). Antony Carter, ex wide receiver dei Vikings dirà: "Ci eravamo appena seduti in sala riunioni quando cominciarono a chiamare i giocatori coinvolti nell'operazione. Fu devastante. Avevamo perso molti buoni giocatori quella mattina". Ed aggiunse: "Ma non si può incolpare Herschel. La palla era nelle mani di Mike Lynn, ed è stata una delle (più) orribili operazioni nella storia dello sport. Tutta la colpa di ciò deve andare ad una sola persona, ed è Mike Lynn. Spiace dirlo, ma è la verità di fronte a Dio". In precedenza, Walker stava disputando una carriera di alto livello: vincitore del prestigioso Heisman Trophy ai tempi del college, fu convocato al Pro Bowl nelle due stagioni precedenti e nel 1988 aveva raggiunto tra ricezioni e corse la ragguardevole cifra di 2.019 yard, giocando nella classica formazione ad "I" in posizione di tail back posto 8 yard più dietro con un fullback dinanzi a lui. Per questo fu rimproverato allo staff degli allenatori dei Vikings di non utilizzarlo adeguatamente. Secondo l'ex guardia dei Vikings Randall McDaniel, proprio qui va trovata la ragione del suo fallimento in Minnesota: "Noi eravamo una formazione basata sullo split-back, che ha un'impostazione totalmente differente. Chiedemmo a Herschel di portarsi più vicino alla (offensive) line, dividere il backfield e fare cose che semplicemente non era abituato a fare". Ad ogni modo, Walker non raggiunse mai quota 1000 yard in alcuna delle stagioni disputate con la casacca dei Vikings e chiuse la carriera con la divisa dei Cowboys, mentre la sua controparte nei Cowboys, Smith, contribuì a condurre i texani alla vittoria di tre Super Bowl in quattro anni, corredate da parecchie soddisfazioni a livello personale, tra cui spiccano il titolo di MVP del Super Bowl e MVP della NFL, l'inserimento in diverse classifiche di lega come la NFL Top 100 di tutti i tempi e la Formazione ideale della NFL degli anni 1990 e la prestigiosa introduzione nella Pro Football Hall of Fame.